# Уруз
| Название                  | Пра- германское | Древне- английское | Древне- английское | Древне- скандинавское       |
| ------------------------- | --------------- | ------------------ | ------------------ | --------------------------- |
| Название                  | *Ūruz/Ūrą       | Ūr                 | Ȳr                 | Úr                          |
| Название                  | «тур» / «вода»  | «тур»              | ?                  | «dross»/«дождь»             |
| Форма                     | Старший футарк  | Футорк             | Футорк             | Младший футарк              |
| Форма                     |                 |                    |                    |                             |
| Unicode                   | ᚢ U+16A2        | ᚢ U+16A2           | ᚣ U+16A3           | ᚢ U+16A2                    |
| Транслитерация            | u               | u                  | y                  | u                           |
| Транскрипция              | u               | u                  | y                  | u, y, o, v / w              |
| МФА                       | [u(ː)]          | [u(ː)]             | [y(ː)]             | [u(ː)], [y(ː)], [o(ː)], [w] |
| Позиция в руническом ряду | 2               | 2                  | 27                 | 2                           |

У́руз или Ур (ᚢ) — вторая руна старшего, младшего и англосаксонского футарка.
Обозначает звук [u] в старшем и англосаксонском футарке и может обозначать звуки [u], [w], [ɔ] и [v] в младшем.
Реконструированное прагерманское слово *ūruz означало истребленный ныне вид диких быков — туров. После истребления туров (последний европейский тур был убит в XVII веке) понятие, стоящее за этой руной, стали связывать с зубрами.
В младшем футарке эта руна называется úr, от древнескандинавского «шлак», либо «морось» (это слово может косвенно восходить к прагерманскому *Ūrą — «вода»).
В англосаксонском футарке называлась úr. Так же в англосаксонском футарке была руна ᚣ (др.-англ. ýr, лук), означающая звук [y].
В пунктированных рунах, помимо ᚢ (u или v), есть руны ᚥ (w) и ᚤ (j или y).

## Упоминания в рунических поэмах[2]
| Поэма            | Оригинал                                                                                               | Перевод |
| ---------------- | --- | --- |
| Англосаксонская  | Úr biþ ánmód · ond oferhyrned, felafrécne déor · feohteþ mid hornum mære mórstapa · þæt is módig wiht. | Тур яр и великорог, свирепейший зверь, сражается рогами прославленный скиталец пустошей. Это отважное существо. |
| Древнеисландская | Úr er skýja grátr ok skára þverrir ok hirðis hatr.                                                     | Морось — это плач облаков, растворитель кромки льда, то, что ненавидит пастух.                                  |
| Старонорвежская  | Úr er af illu jarne; opt løypr ræinn á hjarne.                                                         | Окалина — от плохого железа; часто мчится олень по белому снегу.                                                |